# Al-Karama (poddystrykt)
Al-Karama – jedna z 4 jednostek administracyjnych trzeciego rzędu (nahijja) dystryktu Ar-Rakka w muhafazie Ar-Rakka w Syrii.
W 2004 roku poddystrykt zamieszkiwało 74 429 osób.